# Francesco Rambaldi
Francesco Rambaldi (Milà, 19 de gener de 1999), és un jugador d'escacs italià que té el títol de Gran Mestre des de 2015.
A la llista d'Elo de la FIDE del gener de 2020, hi tenia un Elo de 2570 punts, cosa que en feia el jugador número 3 (en actiu) d'Itàlia. El seu màxim Elo va ser de 2574 punts, a la llista de setembre de 2017.

## Resultats destacats en competició
El 2009 obtingué amb 10 anys el títol de Mestre FIDE quan empatà al primer lloc del Campionat d'Europa de la joventut a la categoria sub-10.
El 2011 fou campió de la 22a edició del Festival d'escacs de Robecchetto con Induno amb 5 punts de 6.
El 2014 fou 4t al Campionat del món de la joventut Sub-16. L'agost de 2015 fou campió de l'Obert de Viena amb 7½ punts de 9, amb els mateixos punts que els GM, Keith Arkell, Tamás Bánusz, Axel Rombaldoni i Gergely Antal, i obtinguent la seva tercera i darrera norma de GM.